# دون کارلوس بوئل
دون کارلوس بوئل (انگلیسی: Don Carlos Buell; ۲۳ مارس ۱۸۱۸ – ۱۹ نوامبر ۱۸۹۸) فرد نظامی اهل ایالات متحده آمریکا بود.